# Вигошев
Вигошев — давньоруське поселення («город») на території сучасної Тернопільської області.

## Свідчення
Згадане в Іпатіївському літописі 1152 як володіння галицького князя Володимирка Володаревича.
Пізніше в історичних документах згадок нема, мабуть, знищене під час нашестя орд Батия.

## Спроби локалізації
Деякі науковці асоціюють Вигошев зі середньовічним містечком Вишгородок (нині — село Лановецького району), котре згадане 1482 як власність князів Збаразьких.
Більшість сучасних істориків місцерозташування Вигошева вважають невстановленим, оскільки на території села Вишгородок не знайдено слідів існування поселення часів Київської Русі.